# Dichohyfida

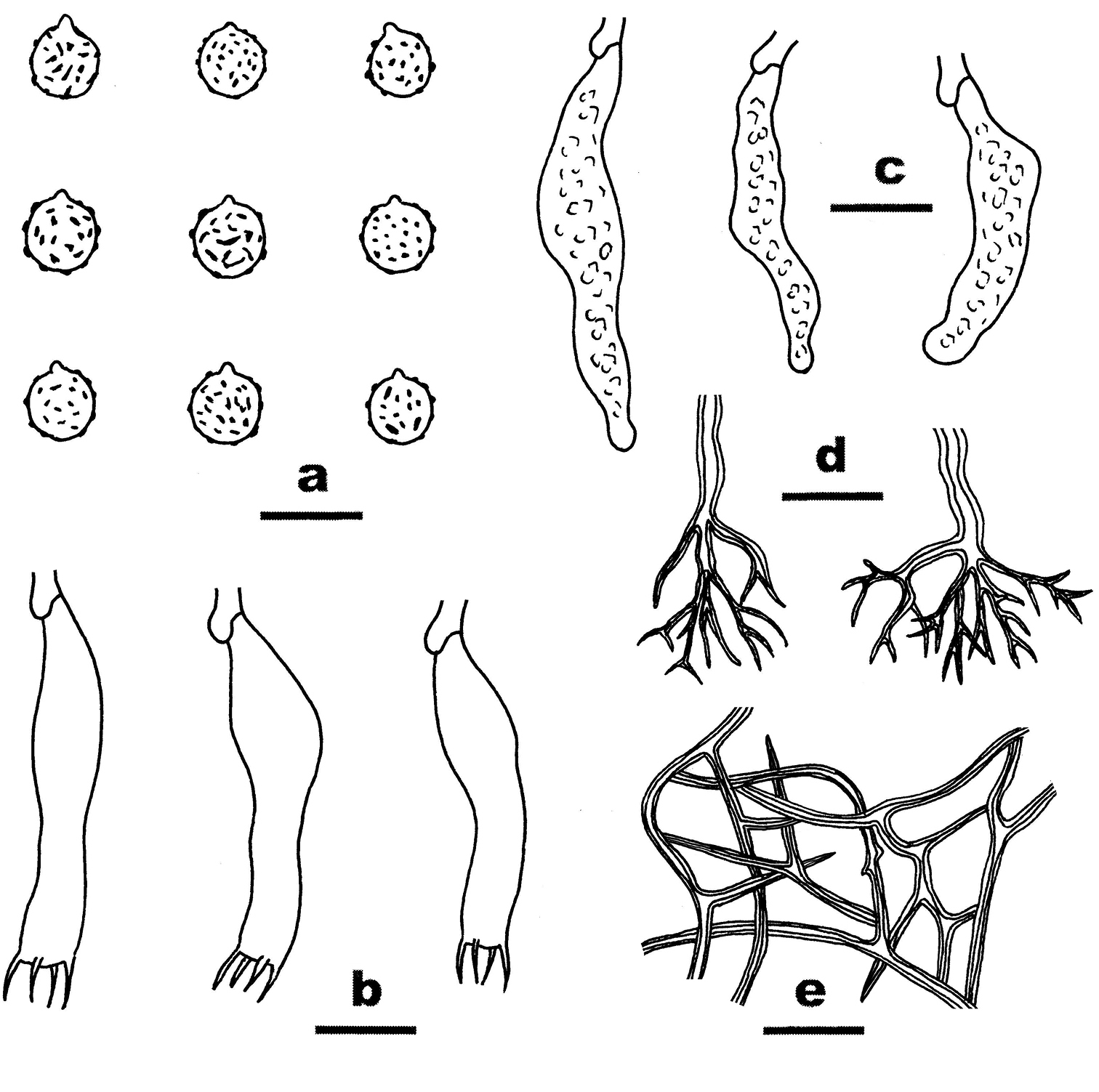
Dichostereum eburneum. a – bazydiospory, b – podstawki, c – gleocystydy, d – dichohyfidy w hymenium, e – dichohyfidy w subikulum

Dichohyfidy (łac. dichohyphidia, dichohyphae) – rodzaj strzępek występujących w hymenium u niektórych grzybów. Są jednym z rodzajów hyfid. Dawniej nazywane były dichofizami, obecnie to określenie uważa się za nieprawidłowe.
Dichohyfidy są charakterystyczne np. dla rodziny Lachnocladiaceae. Są to strzępki, których wierzchołek w trakcie wzrostu rozgałęzia się dychotomicznie jeden lub kilka razy. Dichohyfidy występują w hymenium łącznie z podstawkami, tworząc tzw. katahymenium.
Składają się z cienkościennej zazwyczaj komórki podstawowej, zwanej „trzonem”, oraz z gałązek wierzchołkowych, zwykle grubościennych. Ze względu na długość, sztywność i kąty rozgałęzień wyróżnia się kilka typów dichohyfid:
- dichohyfidy geometryczne. Zbudowane są z cienkościennego trzonu i sztywnych gałązek rozgałęziających się pod kątem 120°. W kolejnych rozgałęzieniach gałązki te są coraz węższe i krótsze. Tak rozgałęziona dichohyfida w zarysie jest mniej więcej kulista, jej gałązki również są sztywne. Przykłady: Vararia investiens, V. intricata
- dichohyfidy koralowate. Są podobne do geometrycznych, w zarysie również kuliste, ale ich szczytowe gałązki są gęstsze i krótsze. Przykłady: V. gracilispora, Lachnocladium tubulosum.
- dichohyfidy kapilarne. Są podobne do geometrycznych, ale ich gałązki są długie, cienkie i nie są sztywne: Przykłady: V. minidichophysa, V. fibra.
- dichohyfidy groniaste. Rozgałęzienia są ledwo rozpoznawalne jako dychotomiczne, końcowe gałązki tworzą kąt rozwarty, a całość przypomina wyglądem dendrohyfidę. Przykłady: V. calami, V. mediospora
- dichohyfidy nitkowate. Wszystkie gałązki mają taką samą długość jak trzon, a zarys nie jest kulisty. Przykłady: niższe dichohyfidy Vararia ochroleuca, V. investiens[2].
- dichochyfidy gwiaździste (asterohyfidy). Są to skrajnie zmodyfikowane dichohyfidy, u których brak głównej osi i składają się tylko z odgałęzień gwiaździście wyrastających z jednego punktu[3].

Występowanie dichohyfid i ich morfologia ma duże znaczenie przy mikroskopowym oznaczaniu niektórych gatunków grzybów i czasami jest podstawą do ich klasyfikacji taksonomicznej, np. u niektórych gatunków grzybów kortycjoidalnych.